# Дворец Шверина
Дворец Шве́рина (нем. Palais Schwerin) — историческое здание в центре Берлина. Барочный дворец на южной стороне площади Молькенмаркт напротив Николаифиртель в районе Митте был построен после 1690 года.
Дворец был предположительно построен после пожара 1690 года. В 1698 году его приобрёл прусский государственный министр Отто фон Шверин. Для реконструкции дворца он пригласил Жана де Бодта, гугенота на прусской службе. После смерти графа дворец перешёл в 1765 году во владение прусского государства. В нём последовательно размещались табачная монополия, уголовный суд и тюрьма. Почти век до 1889 года «дворец Шверина» означал для берлинцев «тюрьма». До 1910 года здание занимало управление юстиции. В 1920-е годы дворец арендовался для торговли мебелью. В 1937—1938 годах был разобран для строительства государственного монетного двора. По проекту архитектора Фрица Кейбеля дворец был расширен за счёт двух боковых строений, став единым архитектурным ансамблем. В ГДР во дворце Шверина размещалась до 1951 года государственная комиссия по вопросам искусства, затем до объединения Германии министерство культуры ГДР.